# مقبرة سيدي الجبالي
مقبرة سيدي الجبالي، هي إحدى أهم مقابر تونس العاصمة وتقع بالدائرة البلدية لمدينة أريانة بالضاحية الشمالية. 

## تعريفها
تشرف على مدينة أريانة من الجهة الشّماليّة حيث توجد على ربوة مرتفعة.
من بين مكوناتها مسجد، تقام فيه الصلاة عند دفن الموتى، وقد تمت فيه لأول مرة صلاة التراويح في شهر رمضان 2016
تكونت للاهتمام بها جمعية صيانة مقبرة سيدي الجبالي، كما تتعهدها السلط المحلية والمجتمع المدني من فترة إلى أخرى بحملات نظافة، مثلما وقع في نوفمبر 2015. كما تهتم البلدية بها من ذلك أنها فتحت في سبتمبر 2013 طلب عروض لتهيئتها.

## شخصيات
من مشاهير من دفن بمقبرة سيدي الجبالي: 
- إعلاميون: محمد الزين عمارة (2012)، عبد الرؤوف المقدمي (2014)، نور الدين الهلالي (2012)
- جامعيون: سمير البكوش (2008)، محمد صالح الجابري (2009)، محمد اليعلاوي (2015)، عبد السلام بن حميدة (2016)،
- فنانون: إسماعيل الحطاب (1994)

## الإشارات المرجعية
1. ↑  [وصلة مكسورة] لأول مرة في تاريخ أريانة إحياء صلاة التراويح وختم القرآن بجامع مقبرة سيدي الجبالي "نسخة مؤرشفة". مؤرشف من الأصل في 2020-01-09. اطلع عليه بتاريخ 2020-09-26.{{استشهاد ويب}}:  صيانة الاستشهاد: BOT: original URL status unknown (link)
2. ↑   حملة نظافة: حملة نظافة بمقبرة سيدي الجبالي بأريانة نسخة محفوظة 6 يناير 2020 على موقع واي باك مشين.
3. ↑  عروض نسخة محفوظة 14 أبريل 2020 على موقع واي باك مشين.